# محمود صلاح (صحفي)
محمود صلاح (علامة استفهام - توفي 2019)، هو صحفي كاتب مصري، ويُعد أشهر صحفي حوادث في مصر، خاض العديد من المغامرات الصحفية، أبرزها لحظات تطهير منطقة الباطنية من تجارة المخدرات، وأجرى عدداً من الحوارات الصحفية الهامة مع أباطرة الإجرام في مصر مثل الخط وعزت حنفي، واقتحم عالم الجريمة. وهو من مؤسسي أخبار الحوادث التابعة لمؤسسة «أخبار اليوم».

## وفاته
توفي يوم الإثنين 16 ديسمبر 2019 بعد مرض. صلاة الجنازة على محمود صلاح بعد العصر من مسجد السيدة نفيسة.

## من مؤلفاته
له عدة مؤلفات منها:
- كتاب: «أغرب حوادث الدنيا».
- كتاب: «أسمهان .. الليلة الأخيرة».
- كتاب: «صعيدي في باريس وحوادث أخرى».
- كتاب: «السادات والجاسوس».
- كتاب: «سفاح مصر».
- كتاب: «جرائم النساء وحوادث أخرى».
- كتاب: «ضد مجهول وحوادث أخرى».
- كتاب: «سور برلين ... هزيمة حائط».
- كتاب: «في بلاط صاحبة الجلالة».
- كتاب: «عذاب الزوجات وحوادث أخرى».

## وصلات خارجية
- محمود صلاح يكتب: الصحافة.. كل حياتي!
- (فيديو): لقاء تلفزيوني مع الصحفي محمود صلاح.